# 안전먼역
안전먼역(중국어: 安贞门站)은 중국 베이징시 차오양구 야윈춘 가도 베이투청 동로·안딩로 교차로에 위치한 베이징 지하철 10호선의 지하철역으로, 2008년 7월 19일 10호선 1단계 개통과 함께 운행을 개시하였다. 역명은 대도의 수도였던 베이청탄(北城垣) 안전먼(安贞门)의 옛 터 근처에 위치해 있어 제정되었다.

## 위치
이 역은 베이투청 동로와 안딩로 교차로의 서쪽에 위치하며 베이투청 동로를 따라 동서로 배치되어 있다. 원대도 성벽 유적지 공원과 안전 병원과 가깝다.

## 역 구조
이 역은 섬식 승강장과 상대식 승강장으로 구성되어 2면 3선 혼합식 승강장으로 설계된 지하 2층 건물의 지하철역이다. 초기 설계에서는 올림픽 지선이 10호선 본선을 통해 운행될 것으로 예상되어 이 역에 추가 노선이 설치되었다. 그러나 결국 8호선은 독립적으로 운행되도록 변경되었고 10호선 본선과 연결되지 않아 승객들은 베이투청역에서 환승하는 것으로 변경되어 대피선은 사용할 수 없게 되었다. 따라서, 이 역은 10호선 양방향 열차가 모두 오른쪽 출입문이 열린다.
역은 베이투청 동로(北土城东路)의 남북쪽에 위치하고 있으며 A(북서쪽), B(북동쪽), C(남동쪽), D(남서쪽)의 4개 출입구가 있다.
| 지면               | 출입구                              | A-D출입구                                                       |
| 지하 1층 대합실 층 | 대합실                              | 대합실, 매표 서비스, 자동 티켓 판매기, 이카통(一卡通) 카드 충전 |
| 지하 2층 승강장    | 상대식 승강장, 오른쪽 출입문이 열림 | 상대식 승강장, 오른쪽 출입문이 열림                             |
| 지하 2층 승강장    | ←                                   | ■ 10호선 내선순환 (베이투청)                                    |
| 지하 2층 승강장    | →                                   | ■ 10호선 내선순환 (후이신시제난커우)                            |
| 지하 2층 승강장    | 섬식 승강장, 오른쪽 출입문이 열림   |                                                                 |
| 지하 2층 승강장    | 미사용                              |                                                                 |

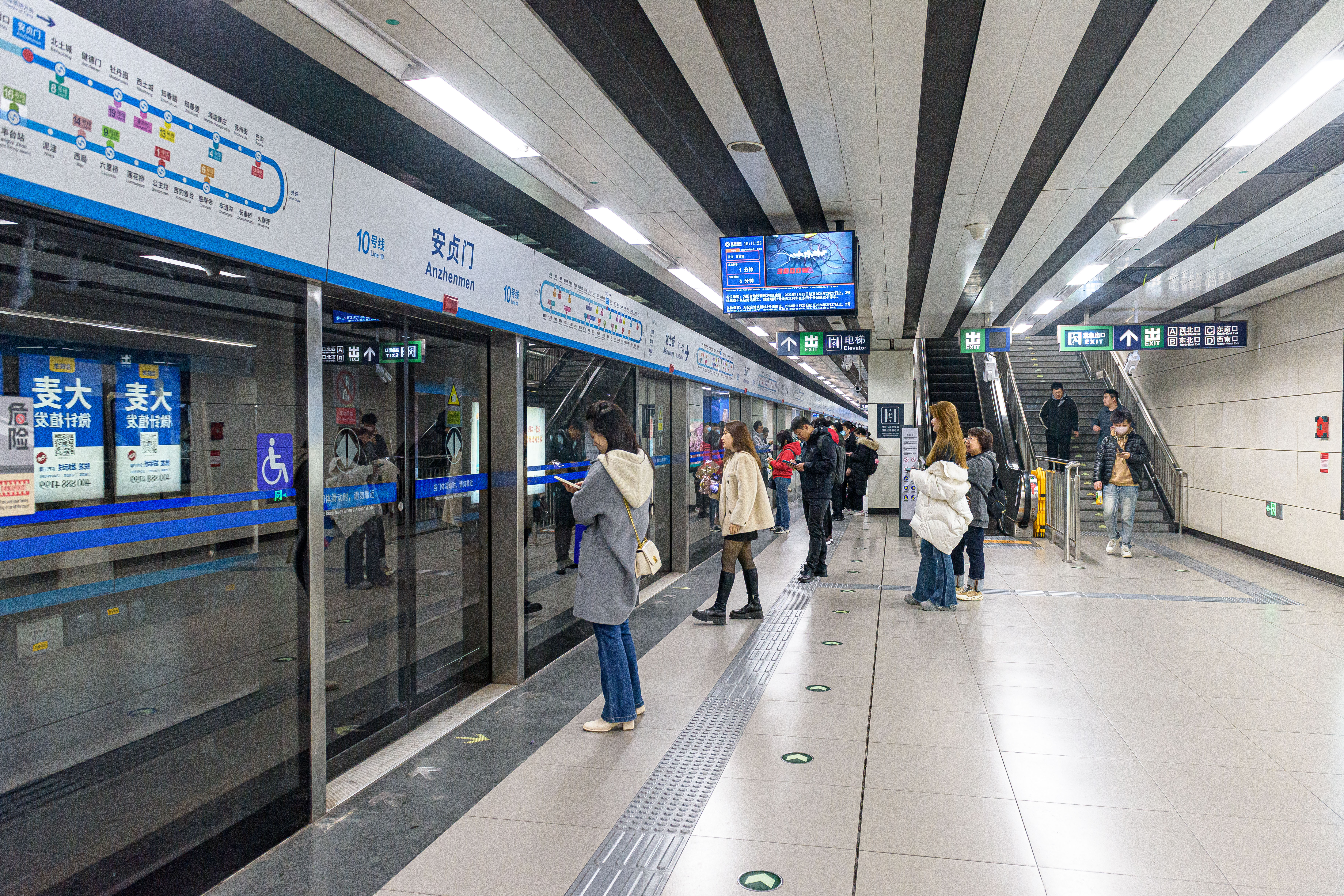
북쪽 승강장(10호선 외선 순환 방향) (2023년 11월 촬영 사진)
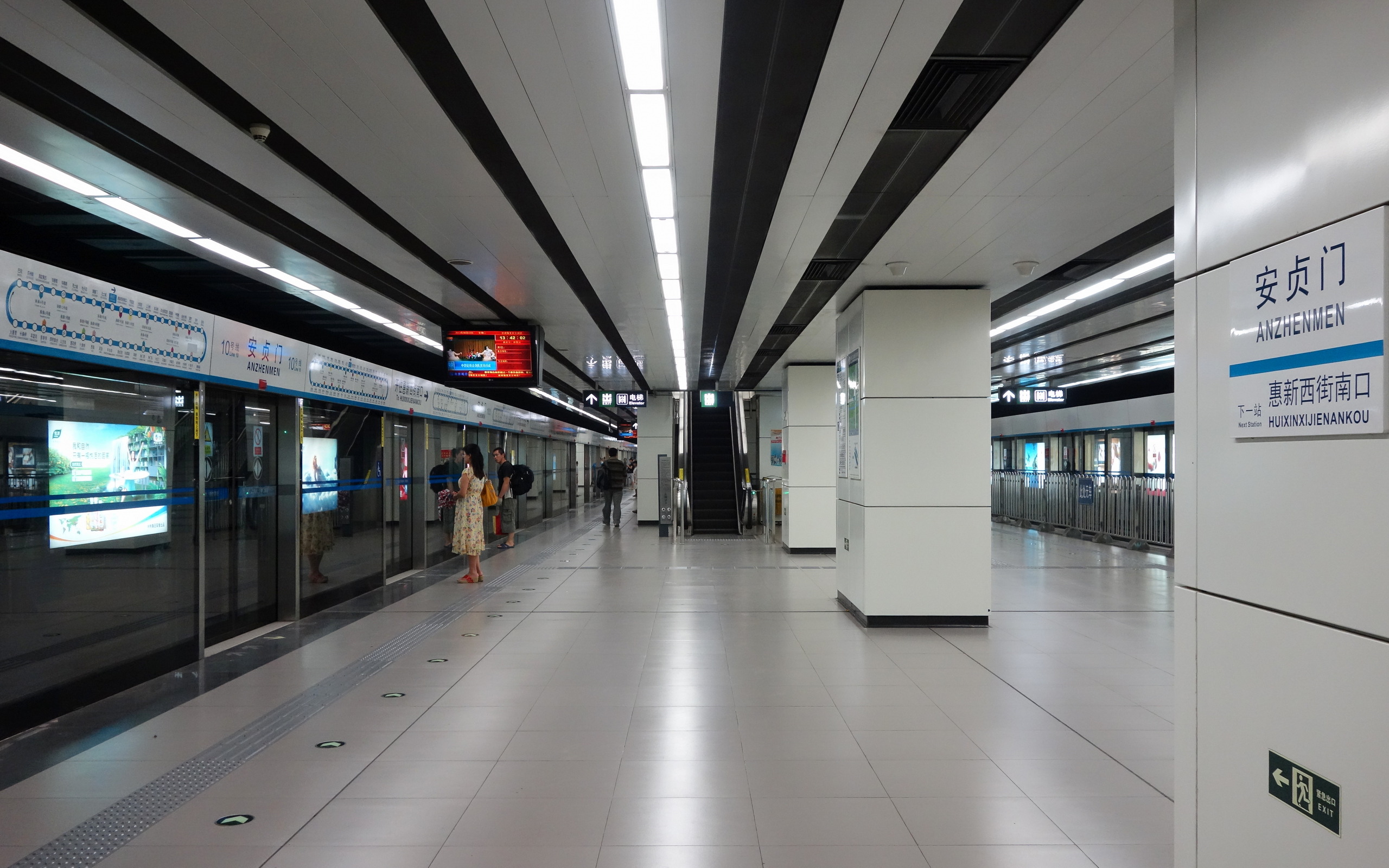
10호선 승강장 내선 순환 승강장, 반대편 승강장 선로 미사용 (2013년 8월 촬영)
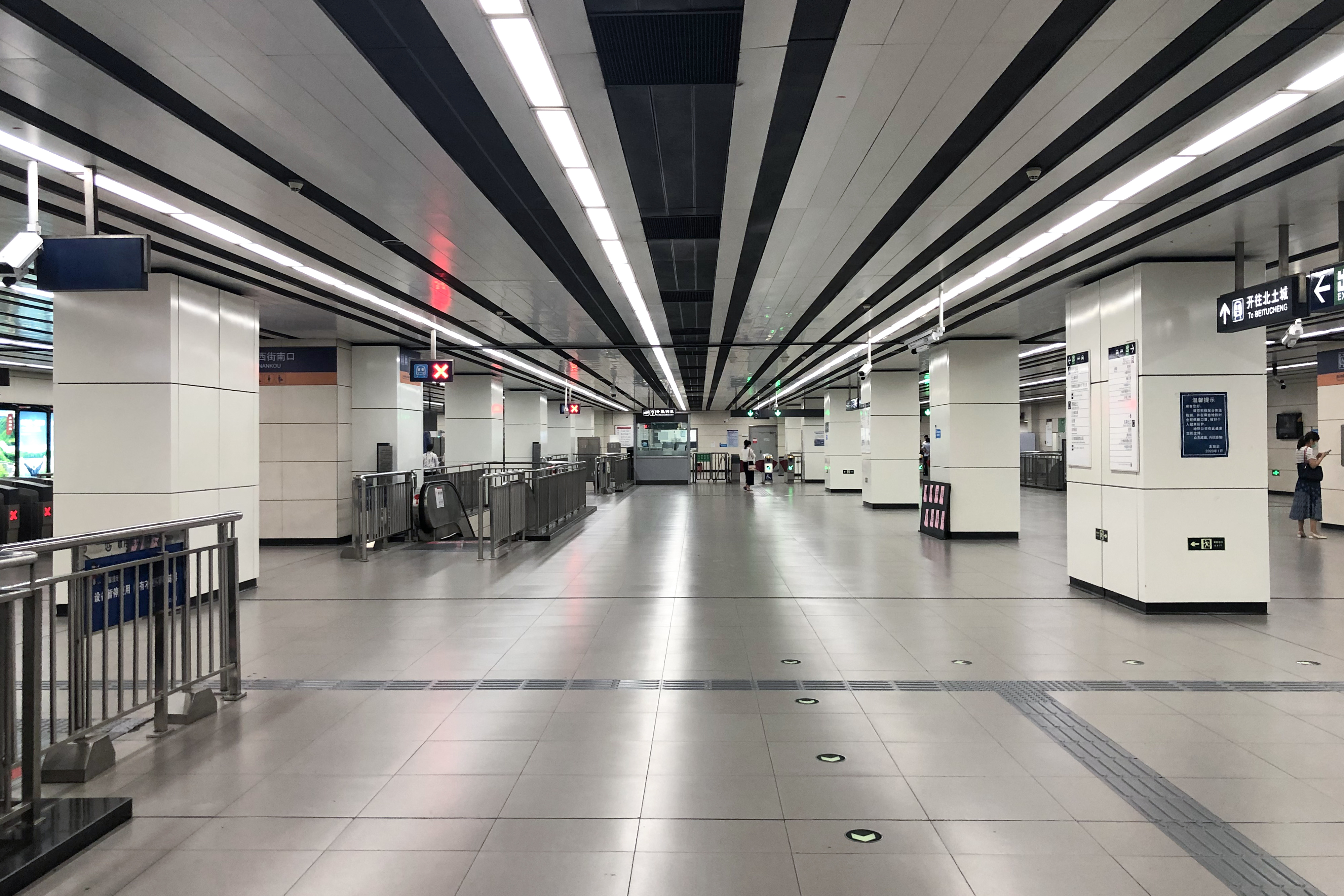
대합실 (2020년 6월 촬영)

## 출구
|                         |                                           | |      |             |
| 출구                    | 지시                                      | 출구 인근 | 사진 | 무장애 시설 |
| 出口 · A                | 베이투청 동로(北土城东路), 안딩로(安定路) | |      | 빈칸        |
| 出口 · B                | 안딩로(安定路), 베이위안로(北苑路)        | 중해환우회(中海环宇荟), 헝이 빌딩(恒毅大厦), 중해국제센터(中海国际中心), 중국건설포춘국제센터(中建财富国际中心) |      | 빈칸        |
| 出口 · C                | 안딩로(安定路)                            | 젠안 동로(健安东路), 원대도 성벽 유적지 공원(元大都城垣遗址公园), 중청 안전 빌딩(中诚安贞大厦)                  |      |             |
| 出口 · D                | 베이투청 동로(北土城东路)                 | 안전리(安贞里), 안전 병원(安贞医院), 원대도 성벽 유적지 공원(元大都城垣遗址公园)                                |      | 빈칸        |
| 아이콘 설명: 엘리베이터 |                                           | |      |             |